# Pasi Kuala Bau
Pasi Kuala Bau is een bestuurslaag in het regentschap Aceh Selatan van de provincie Atjeh, Indonesië. Pasi Kuala Bau telt 1195 inwoners (volkstelling 2010).